# 500 Miglia di Indianapolis 1959
La 500 Miglia di Indianapolis 1959 fu la seconda gara della stagione 1959 del Campionato mondiale di Formula 1, disputata il 30 maggio all'Indianapolis Motor Speedway.
La corsa vide la vittoria di Rodger Ward su Watson-Offenhauser, seguito da Jim Rathmann, sempre su Watson-Offenhauser e dalla Lesovsky-Offenhauser di Johnny Thomson.
Durante le prove per l'evento in due incidenti persero la vita i piloti Bob Cortner e Jerry Unser.

## Risultati

### Gara
| Pos                     | N° | Pilota            | Costruttore              | Giri | Tempo/Causa Ritiro   | Pos partenza | Punti |
| ----------------------- | -- | ----------------- | ------------------------ | ---- | -------------------- | ------------ | ----- |
| 1                       | 5  | Rodger Ward       | Watson-Offenhauser       | 200  | 3:40:49.20           | 6            | 8     |
| 2                       | 16 | Jim Rathmann      | Watson-Offenhauser       | 200  | + 0:23.28            | 3            | 6     |
| 3                       | 3  | Johnny Thomson    | Lesovsky-Offenhauser     | 200  | + 0:50.64            | 1            | 5     |
| 4                       | 1  | Tony Bettenhausen | Epperly-Offenhauser      | 200  | + 1:47.09            | 15           | 3     |
| 5                       | 99 | Paul Goldsmith    | Epperly-Offenhauser      | 200  | + 2:06.44            | 16           | 2     |
| 6                       | 33 | Johnny Boyd       | Epperly-Offenhauser      | 200  | + 3:16.98            | 11           |       |
| 7                       | 37 | Duane Carter      | Kurtis Kraft-Offenhauser | 200  | + 4:09.92            | 12           |       |
| 8                       | 19 | Eddie Johnson     | Kurtis Kraft-Offenhauser | 200  | + 4:10.53            | 8            |       |
| 9                       | 45 | Paul Russo        | Kurtis Kraft-Offenhauser | 200  | + 4:11.04            | 27           |       |
| 10                      | 10 | A.J. Foyt         | Kuzma-Offenhauser        | 200  | + 4:14.48            | 17           |       |
| 11                      | 88 | Gene Hartley      | Kuzma-Offenhauser        | 200  | + 5:42.48            | 9            |       |
| 12                      | 74 | Bob Veith         | Moore-Offenhauser        | 200  | + 6:09.73            | 7            |       |
| 13                      | 89 | Al Herman         | Dunn-Offenhauser         | 200  | + 6:40.40            | 23           |       |
| 14                      | 66 | Jimmy Daywalt     | Kurtis Kraft-Offenhauser | 200  | + 6:41.54            | 13           |       |
| 15                      | 71 | Chuck Arnold      | Kurtis Kraft-Offenhauser | 200  | + 8:19.86            | 21           |       |
| 16                      | 58 | Jim McWithey      | Kurtis Kraft-Offenhauser | 200  | + 11:41.69           | 33           |       |
| 17                      | 44 | Eddie Sachs       | Kuzma-Offenhauser        | 182  | Uscita di pista      | 2            |       |
| 18                      | 57 | Al Keller         | Kuzma-Offenhauser        | 163  | Motore               | 28           |       |
| 19                      | 64 | Pat Flaherty      | Watson-Offenhauser       | 162  | Incidente            | 18           |       |
| 20                      | 73 | Dick Rathmann     | Watson-Offenhauser       | 150  | Principio d'incendio | 4            |       |
| 21                      | 53 | Bill Cheesbourg   | Kuzma-Offenhauser        | 147  | Magneto              | 30           |       |
| 22                      | 15 | Don Freeland      | Kurtis Kraft-Offenhauser | 136  | Magneto              | 25           |       |
| 23                      | 49 | Ray Crawford      | Elder-Offenhauser        | 115  | Incidente            | 32           |       |
| 24                      | 9  | Don Branson       | Phillips-Offenhauser     | 112  | Sospensioni          | 10           |       |
| 25                      | 65 | Bob Christie      | Kurtis Kraft-Offenhauser | 109  | Motore               | 24           |       |
| 26                      | 48 | Bobby Grim        | Kurtis Kraft-Offenhauser | 85   | Magneto              | 5            |       |
| 27                      | 24 | Jack Turner       | Christensen-Offenhauser  | 47   | Perdita carburante   | 14           |       |
| 28                      | 47 | Chuck Weyant      | Kurtis Kraft-Offenhauser | 45   | Incidente            | 29           |       |
| 29                      | 7  | Jud Larson        | Kurtis Kraft-Offenhauser | 45   | Incidente            | 19           |       |
| 30                      | 77 | Mike Magill       | Sutton-Offenhauser       | 45   | Incidente            | 31           |       |
| 31                      | 87 | Red Amick         | Kurtis Kraft-Offenhauser | 45   | Incidente            | 26           |       |
| 32                      | 8  | Len Sutton        | Lesovsky-Offenhauser     | 34   | Incidente            | 22           |       |
| 33                      | 6  | Jimmy Bryan       | Epperly-Offenhauser      | 1    | Motore               | 20           |       |
| Vetture non qualificate |    |                   |                          |      |                      |              |       |
| NQ                      | 39 | Rex Easton        | Kurtis Kraft-Offenhauser |      |                      |              |       |
| NQ                      | 76 | Shorty Templeman  | Epperly-Offenhauser      |      |                      |              |       |
| NQ                      | 12 | Ralph Liguori     | Maserati                 |      |                      |              |       |
| NQ                      | 98 | Eddie Russo       | Kuzma-Offenhauser        |      |                      |              |       |
| NQ                      | 62 | Bill Homeier      | Kurtis Kraft-Offenhauser |      |                      |              |       |
| NQ                      | 1  | Tony Bettenhausen | Epperly-Offenhauser      |      | Incidente            |              |       |
| NQ                      | 1  | Eddie Russo       | Epperly-Offenhauser      |      |                      |              |       |
| NQ                      | 17 | Johnny Kay        | Kurtis Kraft-Offenhauser |      |                      |              |       |
| NQ                      | 21 | Earl Motter       | Kuzma-Offenhauser        |      | Incidente            |              |       |
| NQ                      | 25 | Bill Cheesbourg   | Kurtis Kraft-Offenhauser |      |                      |              |       |
| NQ                      | 34 | Dempsey Wilson    | Kurtis Kraft-Novi        |      |                      |              |       |
| NQ                      | 38 | Paul Russo        | Kurtis Kraft-Novi        |      |                      |              |       |
| NQ                      | 41 | Ralph Liguori     | Kurtis Kraft-Offenhauser |      |                      |              |       |
| NQ                      | 41 | Jimmy Davies      | Kurtis Kraft-Offenhauser |      |                      |              |       |
| NQ                      | 42 | Bill Homeier      | Kurtis Kraft-Offenhauser |      |                      |              |       |
| NQ                      | 43 | Johnnie Tolan     | Lesovsky-Offenhauser     |      |                      |              |       |
| NQ                      | 51 | Bob Cortner       | Cornis-Offenhauser       |      | Incidente mortale    |              |       |
| NQ                      | 52 | Jud Larson        | Watson-Offenhauser       |      |                      |              |       |
| NQ                      | 54 | Don Edmunds       | Kuzma-Offenhauser        |      |                      |              |       |
| NQ                      | 55 | Jim Packard       | Kuzma-Offenhauser        |      | Incidente            |              |       |
| NQ                      | 55 | Gene Force        | Kuzma-Offenhauser        |      |                      |              |       |
| NQ                      | 57 | Jerry Unser       | Kuzma-Offenhauser        |      | Incidente mortale    |              |       |
| NQ                      | 69 | Shorty Templeman  | Kurtis Kraft-Maserati    |      |                      |              |       |
| NQ                      | 72 | Chuck Arnold      | Kurtis Kraft-Offenhauser |      |                      |              |       |
| NQ                      | 78 | Bob Schroeder     | Kurtis Kraft-Offenhauser |      |                      |              |       |
| NQ                      | 78 | Gene Force        | Kurtis Kraft-Offenhauser |      |                      |              |       |
| NQ                      | 78 | Eddie Russo       | Kurtis Kraft-Offenhauser |      |                      |              |       |
| NQ                      | 82 | Chuck Rodee       | Kuzma-Offenhauser        |      |                      |              |       |
| NQ                      | 82 | Dempsey Wilson    | Kuzma-Offenhauser        |      |                      |              |       |
| NQ                      | 91 | Johnny Moorehouse | Kurtis Kraft-Offenhauser |      | Incidente            |              |       |
| NQ                      | 92 | Jack Ensley       | Kurtis Kraft-Offenhauser |      |                      |              |       |
| NQ                      | 93 | Eddie Russo       | Kurtis Kraft-Offenhauser |      |                      |              |       |
| NQ                      | 98 | Chuck Daigh       | Kuzma-Offenhauser        |      |                      |              |       |